# Marc Wilmots
Marc Robert Wilmots, född 22 februari 1969 i Jodoigne, är en belgisk före detta fotbollsspelare och politiker.
Han har spelat 70 matcher i det belgiska landslaget. Wilmots har även spelat i klubbar som Sint-Truiden, KV Mechelen, Standard Liège, Schalke 04 och Bordeaux. Efter att ha slutat som fotbollsspelare gav sig Wilmots in i politiken, och blev senator. Han tillhörde partiet Mouvement Réformateur.